# Janez Zalar
Janez Zalar, slovenski komunist, prvoborec, aktivist NOB, partizan in nosilec Partizanske spomenice 1941, * 1. maj 1922, † 25. maj 1943.
Vstopil v Komunistično partijo s šestnajstimi leti in kot prvoborec je sodeloval v NOB od samega začetka. V času okupirane Ljubljane od leta 1941 deloval v okviru Komunistične partije, kot ekstremen aktivist in borec. Sodeloval in samostojno organiziral različne akcije, med katerimi so morda najpomembnejše reševanje posameznikov pred internacijo v italijanska taborišča in transport oseb, hrane in orožja v partizanske enote, preko žice v takratni okupirani Ljubljani. Po informacijah iz članka v Borcu, ki je izšel okrog leta 1960, s temi akcijami rešil okrog 2000 ljudi. 
V samostojnih in precej drznih akcijah, je kradel orožje iz italijanskih vojašnic za potrebe NOB.
Organiziral in izvajal je tudi skrivanje pomembnih političnih veljakov, ki so se morali v Ljubljani pogosto skrivati. Leta 1942 se je tako v eni od hiš na Trstenjakovi ulici za Bežigradom kar šest mesecev skrival Edvard Kardelj.
Leta 1943 je zaradi nevarnosti internacije cele družine odšel v Ljubljansko brigado, v kateri je bil po nekaj dnevih v bojih tudi ranjen. Po nekaj tednih je bil premeščen v Šercerjevo brigado. Med premiki Šercerjeve brigade po slovenskem osvobojenem ozemlju leta 1943, nekje okrog Starih Žag, je bil le nekaj mesecev po odhodu v partizane s še dvema soborcema, po zboru brigade, brez sodnega procesa, obsojen na smrt zaradi posesti koščka kruha. Po kasnejših informacijah je bil pred likvidacijo mučen in maltretiran s strani soborcev. Grob, katerega lokacija je do danes neznana, si je izkopal sam.